# Cause
Die Cause ist ein Fluss in Frankreich, der im Département Bouches-du-Rhône, in der Region Provence-Alpes-Côte d’Azur verläuft. Sie entspringt im Kalkgebirge Montagne Sainte-Victoire, nordöstlich des Gipfels Pic des Mouches (1011 m), im Gemeindegebiet von Vauvenargues, entwässert anfangs Richtung Nordost, schwenkt dann auf West bis Südwest und mündet nach rund 21 Kilometern im Gemeindegebiet von Le Tholonet als rechter Nebenfluss in den Arc.

## Stauseen
- Der 1952 errichtete Stausee Lac du Bimont hat eine Fläche von 73 Hektar und ein Fassungsvermögen von rund 25 Millionen Kubikmeter Wasser. Die Staumauer hat eine Höhe von 87 Metern. Das aufgestaute Wasser kommt nur zu einem kleinen Teil vom Fluss Cause mit seinen Zubringern, 90 % ist Wasser aus dem Fluss Verdon, das über die künstlichen, teilweise unterirdischen Kanäle des Canal de Provence zugeleitet wird und der Wasserversorgung der Provence und ihrer Großstädte dient.

- Weiter flussabwärts befindet sich der Stausee Lac Zola.

## Orte am Fluss
(Reihenfolge in Fließrichtung)
- Claps, Gemeinde Vauvenargues
- Vauvenargues
- Saint-Marc-Jaumegarde
- Le Tholonet
- Palette, Gemeinde Le Tholonet